# McDonnell 120 Flying Crane
El McDonnell 120 Flying Crane, también denominado V-1 Jeep, fue un helicóptero ligero con la función de grúa volante, diseñado y construido por McDonnell Aircraft Corporation durante la década de 1950. El fuselaje abierto soportaba tres generadores de gas y el mástil del rotor principal, con una pequeña cabina de un solo asiento en el morro, originalmente abierta, pero luego cerrada.

## Desarrollo
McDonnell se había interesado en el concepto de grúa volante poco después de la Segunda Guerra Mundial, investigando rotores de reacción impulsados directamente por estatorreactores o aire comprimido en el McDonnell XH-20 Little Henry, el cancelado McDonnell 79 Big Henry y el girodino de alta velocidad McDonnell XV-1. Las ventajas esperadas incluían: (1) estabilidad inherente del ángulo de ataque ; (2) mayor amortiguación inherente de cabeceo y balanceo; (3) estabilidad dinámica del helicóptero muy mejorada; (4) capacidad para operar con vientos fuertes; (5) no se requieren amortiguadores; (6) sin posibilidad de inestabilidad mecánica o resonancia de tierra; (7) vibración muy baja; (8) bajo mantenimiento debido a la ausencia de cojinetes con alta carga, engranajes de reducción, ejes y rotor antipar; y (9) control automático de la velocidad del rotor.
McDonnell comenzó el desarrollo de este helicóptero como iniciativa privada en diciembre de 1956, progresando rápidamente con una maqueta en enero de 1957 y volando el primero de dos prototipos el 13 de noviembre de 1957, pilotado por John R. Noll. La estructura del 120 era muy simple, comprendiendo una estructura abierta de tubos de acero soldado, con el mástil del rotor principal de tres palas y los generadores de gas en la parte superior, sin carenar. El accionamiento del rotor se realizaba mediante chorros de aire comprimido en la punta del rotor, alimentados por tres generadores de gas Garrett AiResearch GTC 85-135.
El 120 fue diseñado para transportar cargas suspendidas o unidas directamente a los ganchos de estiba en la parte inferior del larguero principal del fuselaje, incluidas cápsulas especializadas. Aunque el objetivo era el Ejército de los Estados Unidos, el 120 también fue evaluado por la Armada de los Estados Unidos en el Centro Naval de Pruebas Aéreas de la Estación aeronaval del Río Patuxent, en septiembre de 1959. El 120 experimentó inicialmente problemas con la planta motriz, pero demostró una excelente relación carga / peso de 1,5:1. Pese al rendimiento probado, no se recibieron pedidos y la cancelación del proyecto en febrero de 1960 marcó el final de las aspiraciones de McDonnell de crear helicópteros a nivel comercial.

## Especificaciones

### Características generales
- Tripulación: Uno
- Longitud: 6,1 m
- Diámetro rotor principal: 9,4 m
- Altura: 2,82 m
- Área circular: 70,12 m²
- Peso vacío: 1 111 kg
- Peso cargado: 2 268 kg
- Peso máximo al despegue: 2 858 kg
- Planta motriz: 3× generadores de gas Garrett AiResearch GTC 85-135.
  - Potencia: 200 hp (150 kW) cada generador, entregando 1 kg/s de aire comprimido a 369,6 kPa cada uno.

### Rendimiento
- Velocidad nunca excedida (Vne): 222 km/h
- Velocidad crucero (Vc): 175 km/h
- Alcance: 158 km
- Radio de acción: km
- Alcance en combate: km
- Alcance en ferry: km
- Techo de vuelo: 3 658 m
- Régimen de ascenso: 12 m/s
- Carga del rotor: 32 kg/m²